# Sellerifluga
Sellerifluga (Euleia heraclei) är en tvåvingeart som först beskrevs av Carl von Linné 1758.  Sellerifluga ingår i släktet Euleia och familjen borrflugor. Arten är reproducerande i Sverige. Inga underarter finns listade i Catalogue of Life.

## Bildgalleri

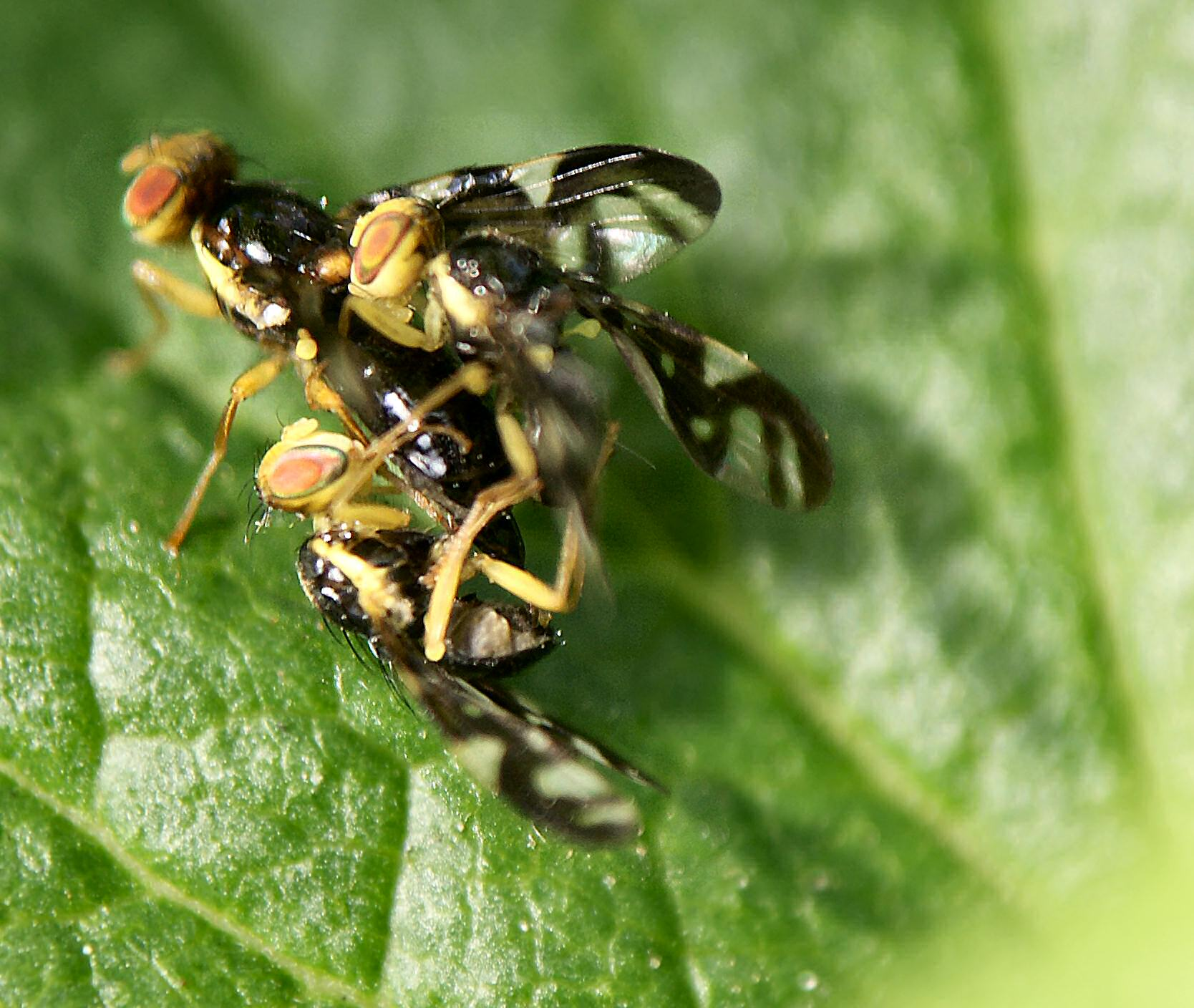